# Отдельные Дома Санатория Черногубово
Отдельные Дома Санатория Черногубово — населённый пункт в Калининском районе Тверской области. Относится к Черногубовскому сельскому поселению.
Находится в 14 км к северо-западу от Твери, на правом берегу Тверцы, в 900 метрах к северо-западу от деревни Черногубово.
Население — 343 человека (2008 год).
Большая часть зданий — деревянные одноэтажные. Несколько домов барачного типа. Один жилой дом — четырёхэтажный с четырьмя подъездами. Подавляющее количество жителей проживают в этом населённом пункте круглогодично.
На территории населённого пункта находится детский сад, котельная и пожарная часть (ныне не действующая). Так же здесь находится братское захоронение времён Великой Отечественной войны.
На востоке населённого пункта есть сквер с несколькими большими скульптурами сказочных героев, нуждающимися в серьёзной реставрации.